# Flygvapnets markteletekniska skola
Flygvapnets markteletekniska skola (FMTS) var en teknisk fack- och funktionsskola för markförbanden inom svenska flygvapnet som verkade i olika former åren 1985–1995. Förbandsledningen var förlagd i Halmstads garnison i Halmstad.

## Historik
Flygvapnets markteletekniska skola bildades den 1 oktober 1985 och var en av fem skolor vid Försvarsmaktens Halmstadsskolor. Skolan bildades genom att Flygvapnets teletekniska skola (FTTS) vid Flygvapnets Södertörnsskolor i Tullinge sammanslogs med Flygvapnets flygmaterielskola (FSS) i Halmstad. År 1995 sammanslogs Flygvapnets markteletekniska skola med Flygvapnets sambands- och stabstjänstskola och bildade Informationsteknologiskolan (ITS).

## Verksamhet
Flygvapnets markteletekniska skola utbildade både värnpliktiga som så väl civil och militär personal i marktelemateriel, det vill säga all teleteknisk utrustning inom flygvapnet som inte var monterad i flygplan, helikopter eller robotar.

## Förläggningar och övningsplatser
När skolan bilades 1985 var den förlagd till flottiljområdet vid Halmstads flygplats, där den blev kvar fram till att skolan upphörde 1995.

## Förbandschefer
- 1985–198?: Överstelöjtnant Bengt Petersson
- 198?–1995: ???

## Namn, beteckning och förläggningsort
| Flygvapnets markteletekniska | 1985-10-01 | – | 1995-06-30 |

| FMTS | 1985-10-01 | – | 1995-06-30 |

| Halmstads garnison (F) | 1985-10-01 | – | 1995-06-30 |